# Малюк (повість)
«Малюк» (рос. Малыш) — науково-фантастична повість російських радянських письменників Аркадія і Бориса Стругацьких. У повісті гостро ставиться проблема відповідальності людства за свої вчинки, проблема морального вибору людини, а також відповідальність за долю кожного члена людського суспільства.

## Історія створення
Повість «Малюк» задумана авторами у 1970 році. Початково сюжет повісті значно відрізнявся від оригінального, і вона мала мати назву «Космічний Мауглі». У початковому тексті повісті мало розповідатися, що на віддаленій планеті потрапив у катастрофу невеликий космічний корабель землян, із екіпажу якого виживає лише одна дитина. Дитину виховують іншопланетяни, які перед цим постраждали від біологічної війни. Коли дитина виросла, на планету прибуває експедиція землян, яка ледь не знищує цивілізацію на планеті, а самого Малюка відправляють на Землю. У другому варіанті повісті іншопланетяни перетворюються вже у могутню негуманоїдну цивілізацію, яка живе у підземеллях планети, і після прильоту землян у зв'язку із повним нерозумінням із ними вступає із землянами в конфлікт, у який втручається Малюк, у результаті чого земляни залишають планету. Пізніше автори вирішили зупинитися на остаточному варіанті повісті, у якому дитину, яка вижила після аварії космічного корабля виховують іншопланетяни, які також змінюють анатомію та зовнішність дитини для кращого пристосування для життя на планеті, а також його підсвідомість, щоб він не пам'ятав про господарів планети. Остаточний варіант повісті уперше надрукований у журналі «Аврора» в 1971 році. У твердій обладинці повість уперше надрукована в збірці «Талісман», яка вийшла друком у ленінградськії філії видавництва «Детская литература» в 1973 році, у якому повість стала найбільшим і центральним твором. Пізніше повість неодноразово перевидавалась у СРСР та Росії, а також перекладена низкою іноземних мов.

## Сюжет повісті
Оповідь у повісті ведеться від імені Стася Попова, молодого кібертехніка, який знаходиться у своїй першій експедиції у космос. Він прибув на планету, названу землянами Ковчег, у складі експедиції, до якої входять ще троє осіб, яка має підготувати планету до переселення на неї жителів іншої планети — пантіан, які знаходяться на рівні розвитку, близькому до первіснообщинного суспільства, оскільки на їх планеті стався якийсь неназваний природний катаклізм, що зробив неможливим життя на планеті. Ця планета вибрана для переселення пантіан тому, що незважаючи на те, що вона має близькі характеристики до Землі та Панти, її біосфера є вкрай бідною, зокрема, в океані планети зовсім немає риб. На кораблі Стась чує дивні звуки, що дуже нагадують йому плач дитини віком близько 1 року. Також він помічає дивну поведінку будівельних роботів, та появу на будівельних майданчиках каміння, якого не повинно було там бути згідно плану робіт. Пізніше учасники експедиції дізнаються, що на цій планеті більше 10 років тому зазнав аварії невеликий земний корабель, до екіпажу якого входило подружжя Семенових. Далі члени експедиції дізнаються, що на кораблі з подружжям був їх син, якому на момент аварії корабля виповнилось трохи більше року. Інші члени експедиції також визнають, що чули звуки, подібні на плач дитини, та навіть бачили здалеку постать, схожу на земного хлопця, хоча й дещо незвичного вигляду. Пізніше членам експедиції вдається встановити контакт із хлопцем, який самотньо живе на планеті. Земляни назвали його Малюком. За час життя на планеті його тіло та зовнішній вигляд зазнали серйозних змін, окрім того, Малюк зовсім не носив одягу в умовах досить холодного клімату Ковчега. Хлопець спочатку неохоче спілкувався з людьми, проте пізніше він став задавати їм велику кількість запитань, на які вони не зразу зуміли відповісти. Найбільше контактували з ним молодші члени експедиції — Стась і Майя Глумова. Дехто із членів експедиції бажав використати Малюка як засіб для встановлення контакту із невідомою цивілацією планети. Самі ж іншопланетяни на контакт із людьми не йдуть, і навіть їх зовнішній вигляд залишається загадкою для людей. Єдиним виявом діяльності цивілізації планети є поява у різних місцях планети багатометрових споруд, схожих на вигляд на вусики комах. Проте Малюк не дає згоди на спроби зробити його посередником між двома цивілізаціями. Далі члени експедиції отримують інформацію, що загиблий корабель землян потрапив у аварію не випадково, а був збитий штучним супутником планети, найімовірніше встановленим могутньою цивілізацією Мандрівників. Після цього вирішено відмінити переселення на планету пантіан, згорнути усі контакти з планетою, залишивши на орбіті планети на кораблі Стася, як єдиного представника земної цивілізації, для підтримання контакту між землянами і Малюком.

## Критика та відгуки про повість
Сюжет та спосіб оповіді в повісті відразу ж після її публікації були негативно сприйняті літературними критиками, зокрема навіть у цілому прихильному до авторів повісті Рафаїлом Нудельманом. Самі ж Аркадій та Борис Стругацькі також самі неприхильно поставились до сюжету повісті, і закінчили її, з їх спогадів, лише тому, що в них був підписаний договір на видання повісті із видавництвом «Дитяча література». Проте пізніше автори змінили свою думку про повість, та вважали її одним із кращих своїх творів, та мали намір написати також продовження повісті. Читачі переважно схвально відгукувалися про повість.

## Екранізації
У 1980 році на основі повісті «Малюк» та роману Олександра Гріна «Блискучий світ» знято телевізійний альманах «Цей фантастичний світ». У 1987 році за мотивами повісті поставлений телеспектакль. У 1994 році за мотивами повісті чеськими кінематографістами знято художній фільм «Непризначені зустрічі» (чеськ. Nesmluvená setkání). Російський кінорежисер Олексій Федорченко у 2012 році заявив про плани зняти на основі повісті повнометражний художній фільм, зйомки якого мали розпочатися у 2014 році, проте на кінець 2017 року нічого не було відомо про початок зйомок цього фільму.

## Переклади
У 1975 році повість перекладена німецькою мовою під назвою «Der Knirps», та увійшла до авторської збірки письменників «Die dritte Zivilisation». Також у 1975 році повість перекладена польською мовою, та опублікована під назвою «Koniec eksperymentu „Arka“». У 1976 році повість перекладена словацькою мовою, та вийшла друком під назвою «Planéta pre Pantanov». У 1977 році повість перекладена угорською мовою під назвою «A kölyök». У 1983 році повість перекладена литовською мовою під назвою «Mazylis». У 1982 році повість перекладена англійською мовою під назвою «Space Mowgli» в авторській збірці письменників «Escape Attempt». У 1984 році повість перекладена французькою мовою під назвою «Le Petit». У 1989 році повість перекладена чеською мовою під назвою «Špunt». Українською мовою повість перекладена уперше в 2007 році, та увійшла до авторської збірки письменників «Малюк. Пікнік на узбіччі. Хлопець з пекла» спільним виданням видавництв «Навчальна книга — Богдан» та «Веселка» у перекладі Анатолія Сагана і Бориса Щавурського. У 2011 році повість українською мовою також вийшла окремим виданням у видавництві «Навчальна книга — Богдан» у перекладі Анатолія Сагана.